# Branson-Nunatak
Der Branson-Nunatak ist ein 1083 m hoher Nunatak im ostantarktischen Mac-Robertson-Land. In den Framnes Mountains ragt er zwischen dem Mount Burnett und dem Price-Nunatak auf.
Norwegische Kartografen, die ihn als Horntind (norwegisch für Hornspitze) benannten, kartierten ihn anhand von Luftaufnahmen, die bei der Lars-Christensen-Expedition 1936/37 entstanden. Das Antarctic Names Committee of Australia (ANCA) nahm eine Umbenennung nach dem Geophysiker John C. Branson vor, der 1962 auf der Mawson-Station tätig war.